# Ahigal (Cáceres)
Ahigal es un municipio español, en la provincia de Cáceres, comunidad autónoma de Extremadura. Pertenece a la mancomunidad de Trasierra - Tierras de Granadilla y está situado entre las localidades de Santibáñez el Bajo y Guijo de Granadilla. Su población es de 1349 habitantes (INE 2024), es el 2.º municipio más poblado de la mancomunidad.

## Toponimia
El origen de la serie de nombres de lugar “Ahigal” es un topónimo vegetal. Figal vive como apelativo en Asturias: la figal es la higuera; se conservan abundantes formas La Figar, La Figal o Figares en la toponimia asturiana. Como en latín, se mantiene el género femenino del nombre de árbol. Así ocurre, sistemáticamente, en la diplomática medieval leonesa: “illa pariete tota integra que es contra illa figal” (Zamora, 1178). El topónimo Las Figalles cerca de Toro (Zamora) es citado en 1463. En forma diminutiva, La Figalina, en Fermoselle. En la evolución desde La Figal a [El] Ahigal se ha producido una segmentación errónea del artículo. Cuando previamente se ha producido la masculinización del nombre del árbol, la evolución es diferente: así en el caso del topónimo menor Ligar o Higar, en Andavías (Zamora), documentado como La Figal en el siglo XV.

## Gentilicio
El apodo real de este pueblo es paletos, ya que hubo una revolución contra los Duques de Alba a la que se unió el pueblo y como otros tantos perdieron, por lo que se les condenó a pagar 100 palas de trigo al año a los Duques y es por ello por lo que hoy día se los conoce como paletos. El gentilicio de las personas oriundas de este pueblo es ahigaleños pero en ningún caso ahigalenses.

## Símbolos
El escudo de Ahigal fue aprobado mediante la "Orden de 16 de diciembre de 1985, de la Consejería de Presidencia y Trabajo, por la que se aprueba el Escudo Heráldico Municipal del Ayuntamiento de Ahigal (Cáceres)", publicada en el Diario Oficial de Extremadura el 2 de enero de 1986 luego de ser aprobada por el pleno el 30 de diciembre de 1983 y recibir informe favorable de la Real Academia de la Historia el 20 de noviembre de 1985 y de la Diputación Provincial de Cáceres. El escudo se define así:

Escudo partido. Primero, de plata, una higuera de sinople. Segundo, de plata, un león de gules coronado. Entado en punta, de sable, dos palas de plata puestas en aspa. Al timbre, corona real cerrada.

## Geografía física
El término municipal de Ahigal limita con:
- Cerezo al norte;
- Guijo de Granadilla al este;
- Oliva de Plasencia al sureste;
- Valdeobispo al suroeste;
- Santibáñez el Bajo al oeste.

## Historia
A la caída del Antiguo Régimen la localidad se constituye en municipio constitucional en la región de Extremadura, partido judicial de Granadilla, entonces conocido como Aigal que en el censo de 1842 contaba con 250 hogares y 1370 vecinos.

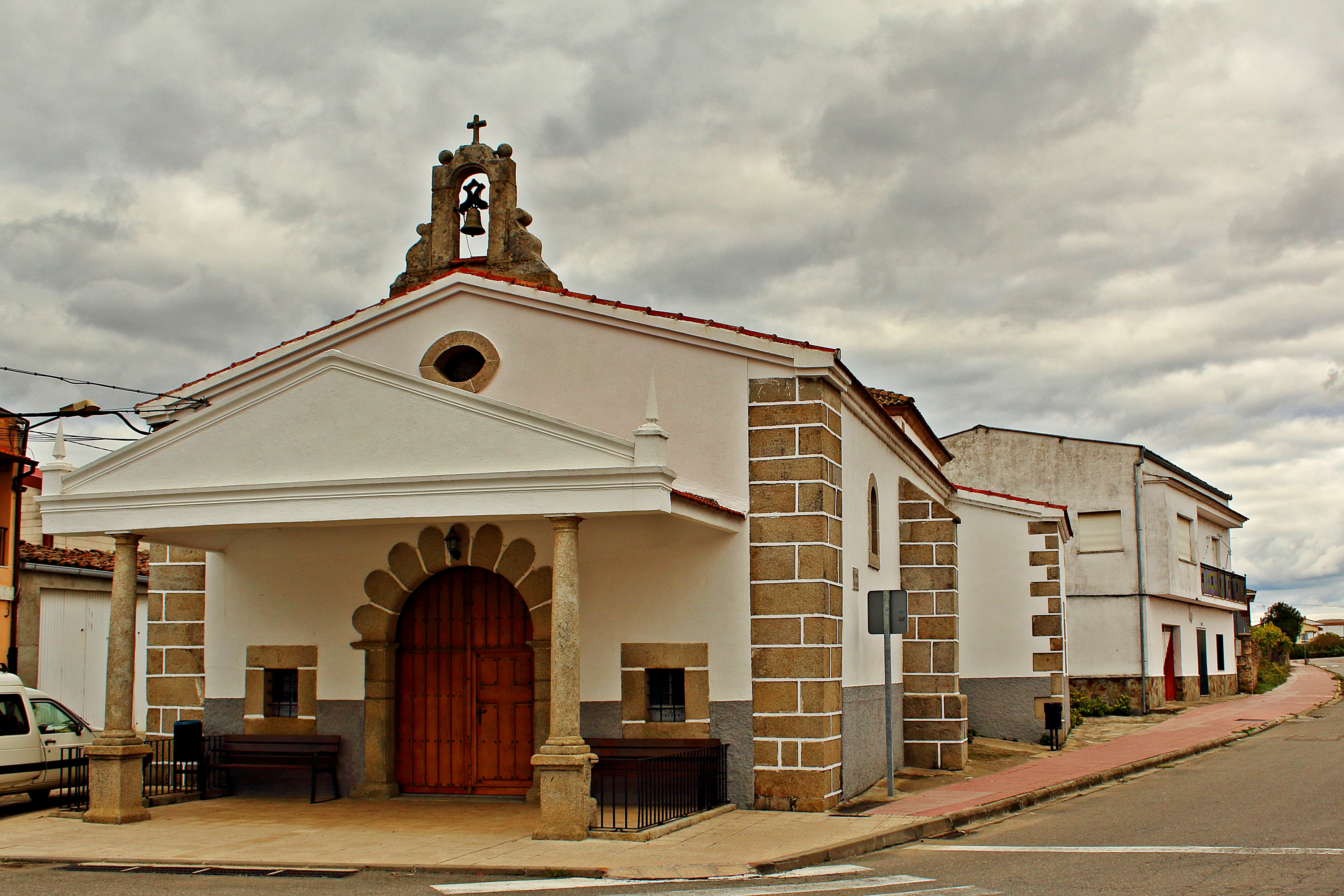
Ermita del Cristo de los Remedios.

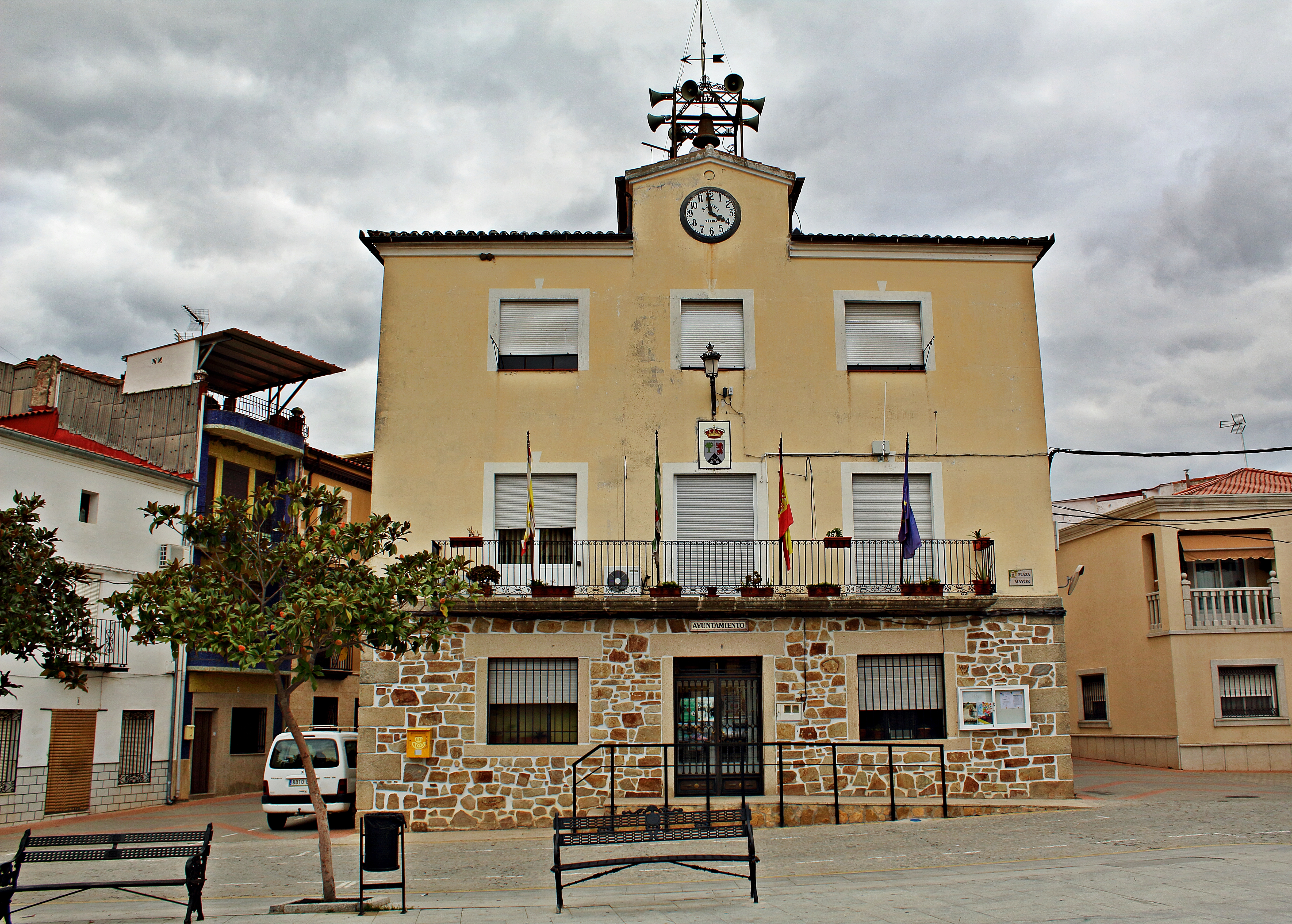
Ayuntamiento.

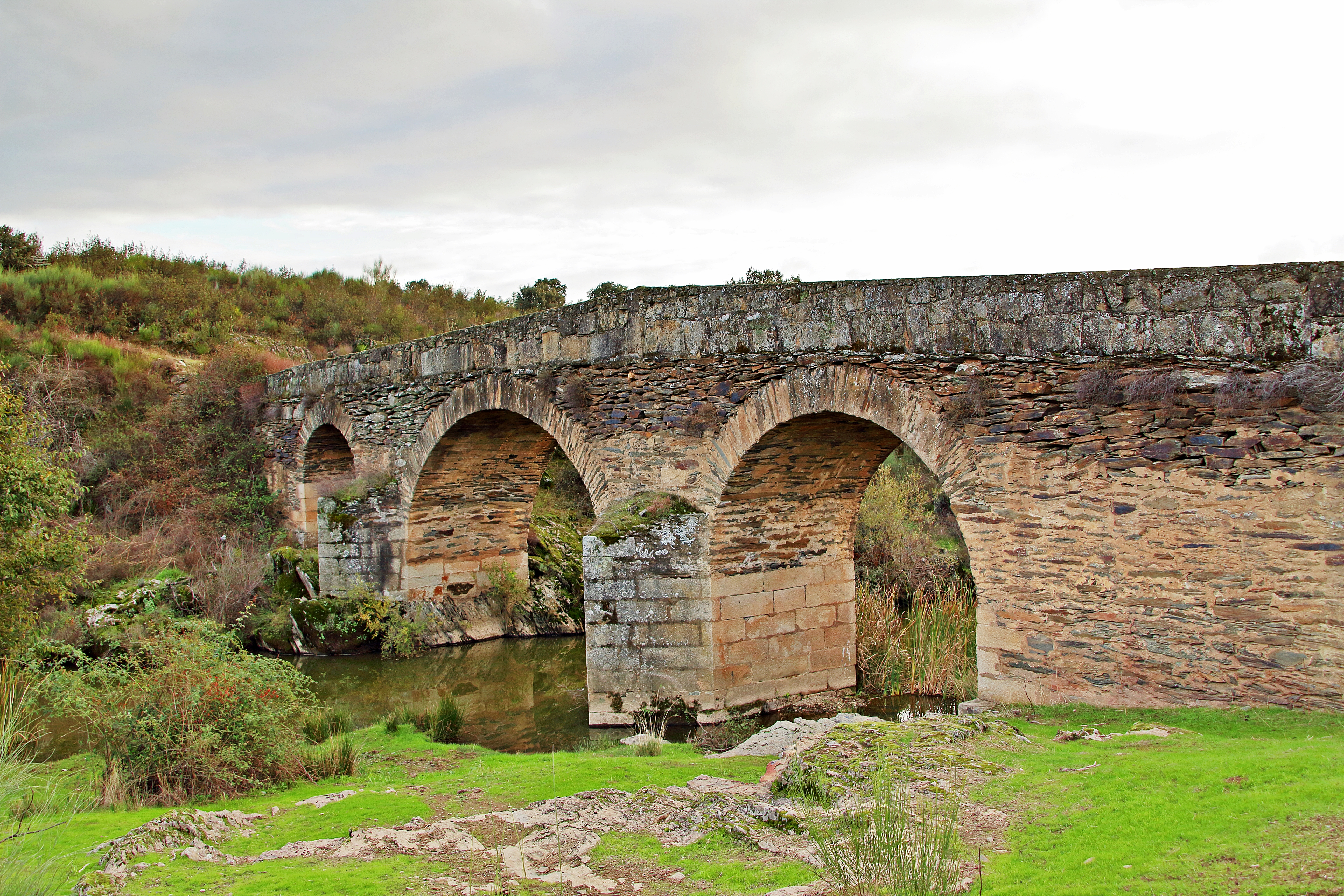
Puente de la Dehesa.

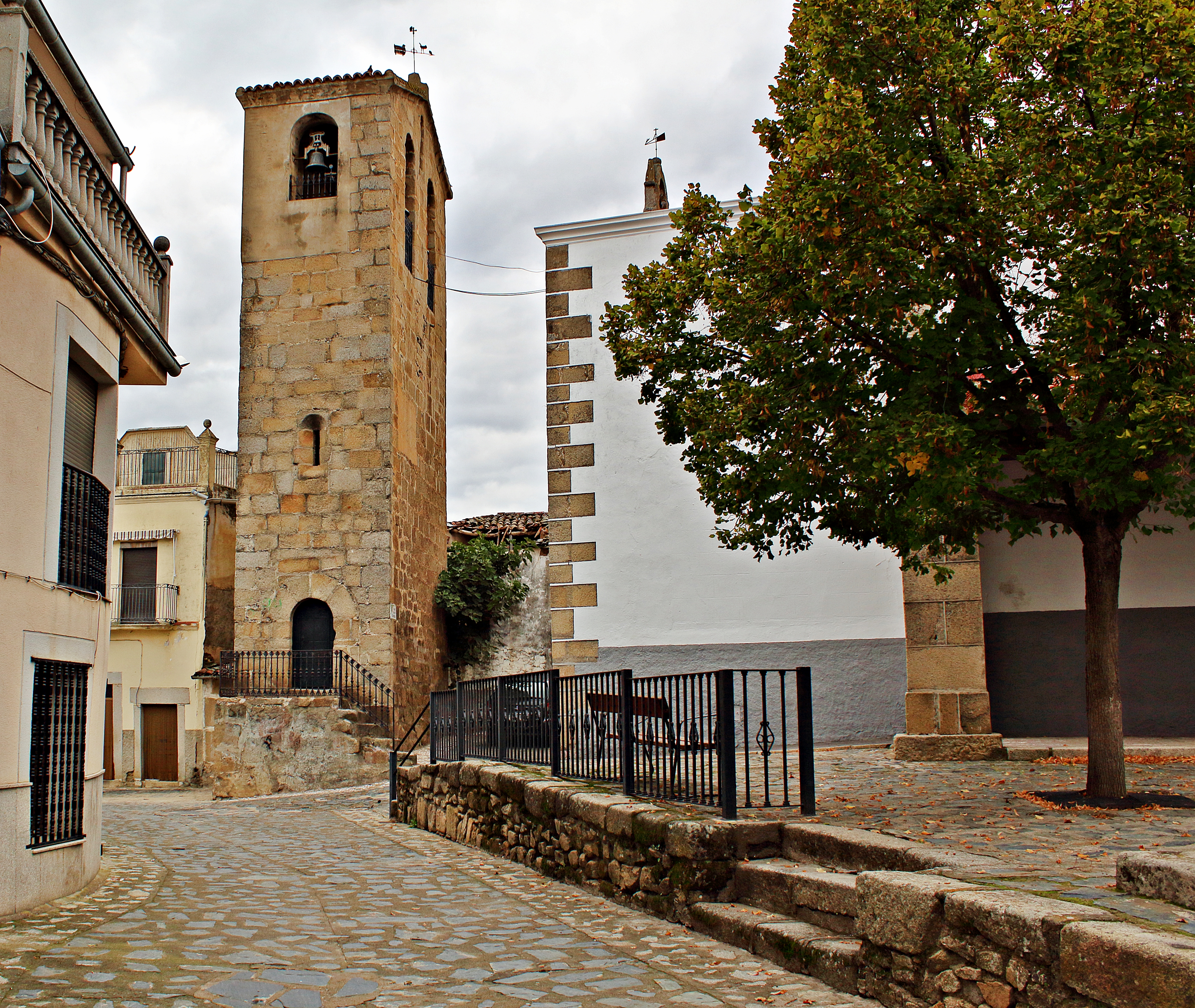
Iglesia Nª Sra. de la Asunción.

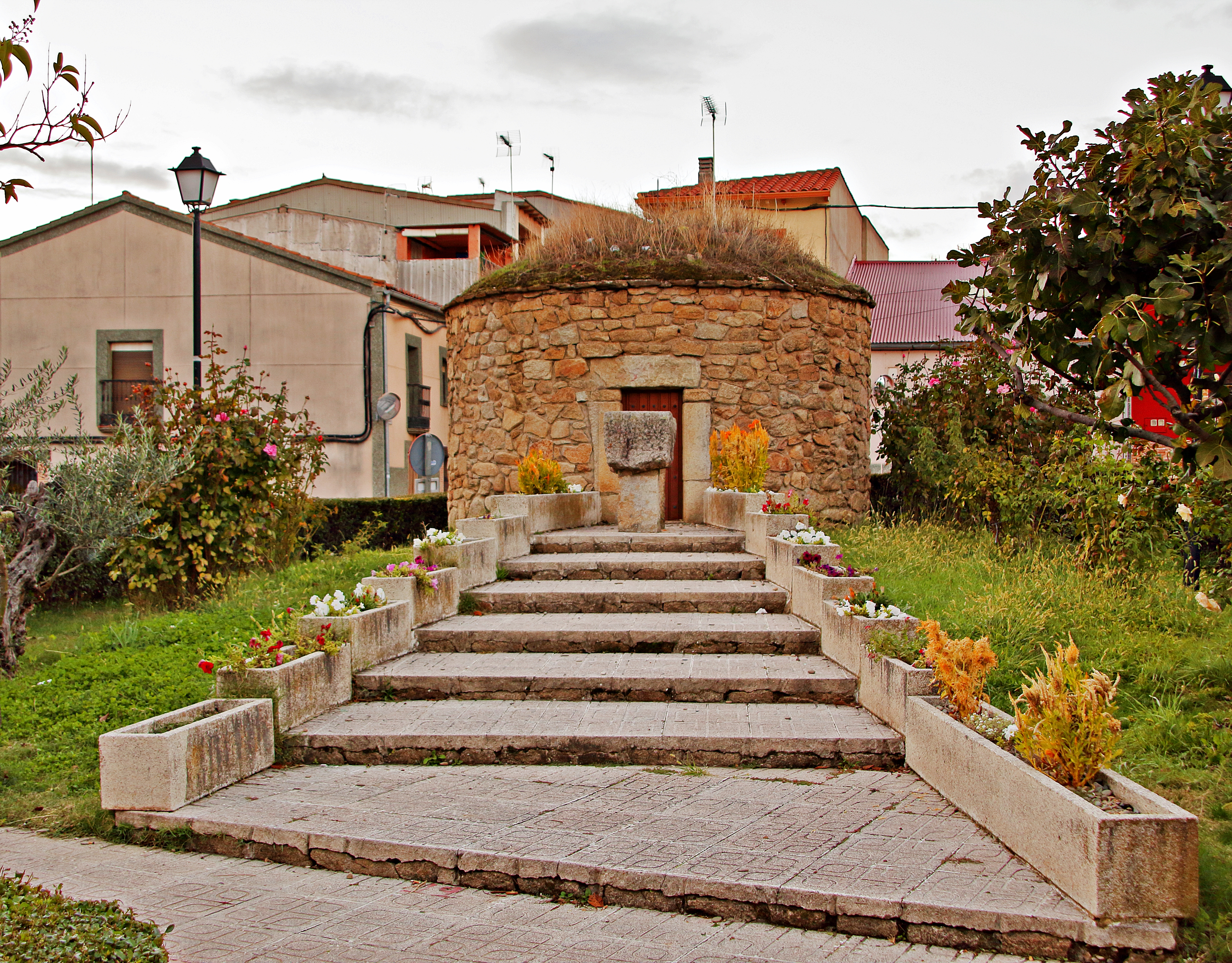
Monumento a los antiguos chozos.

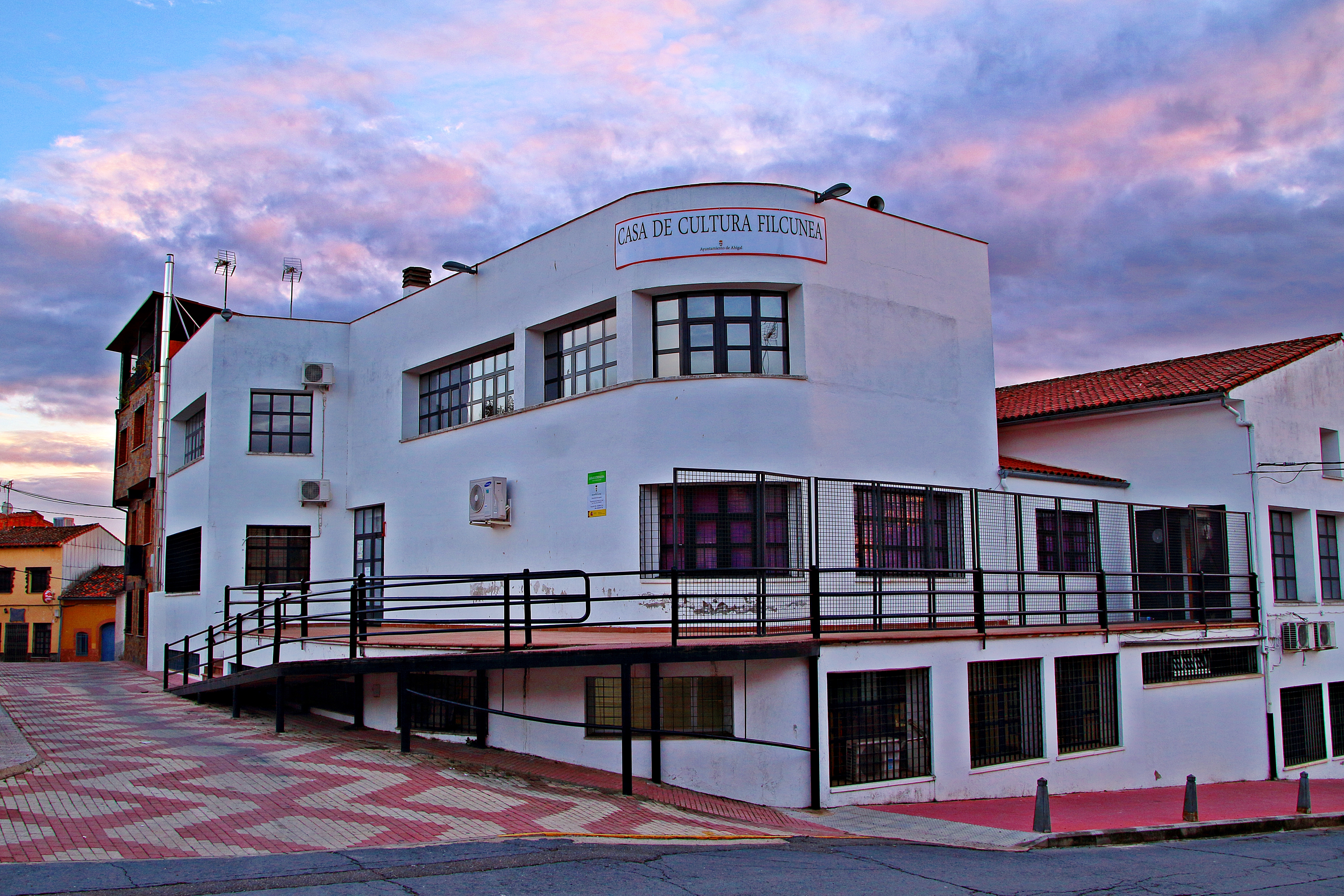
Casa de la cultura.

## Demografía
Ahigal cuenta con una población de 1349 habitantes (INE 2024).
| Gráfica de evolución demográfica de Ahigal entre 1842 y 2021                                                        |
| |
| Población de derecho según los censos de población del INE Población de hecho según los censos de población del INE |

## Administración y política
| Periodo   | Nombre                                                  | Partido |
| --------- | ------------------------------------------------------- | ------- |
| 1979-1983 | Santos Blanco                                           | UCD     |
| 1983-1987 | Constancio Asensio Grabusqui                            | PSOE    |
| 1987-1991 | Florentino García                                       | AP      |
| 1991-1995 | Manolo Mahillo (hasta 1993) Santos Asensio (desde 1993) | PSOE    |
| 1995-1999 | Santos Asensio                                          | PSOE    |
| 1999-2003 | Julián García (hasta 2001) Santos Paniagua (desde 2001) | PP      |
| 2003-2007 | Pedro Domínguez                                         | PP      |
| 2007-2011 | Luis Fernando García                                    | PSOE    |
| 2011-2015 | Luis Fernando García                                    | PSOE    |
| 2015-2019 | Luis Fernando García                                    | PSOE    |
| 2019-2023 | Luis Fernando García Nicolás                            | PSOE    |

## Patrimonio
Ahigal tiene los siguientes monumentos:
- Iglesia parroquial católica bajo la advocación de Nuestra Señora de la Asunción, perteneciente a la diócesis de Coria;[23]
- Ermita del Cristo del Humilladero;
- Ermita de los Santos Mártires;
- Ermita de Santa Marina;
- Cruz renacentista, de 1559;
- Pozo del Cinojal, de posible origen romano.

## Cultura

### Eventos culturales
- Mercado Medieval, el primer fin de semana de agosto;
- Feria nacional del perro, el tercer fin de semana de septiembre.

### Festividades
- "Santos Mártires", 21 de enero;
- "San Blas", 3 de febrero;
- Carnavales;
- Lunes de Pascua, romería en honor a Santa Marina;
- "San Jose Obrero", 1 de mayo;
- "Feria de San Isidro", 15 de mayo;
- "Santa Rita", 22 de mayo;
- Noche de los Zajumerios, 24 de junio;
- "Ferias de Agosto", el segundo fin de semana de agosto;
- "Ferias de septiembre", el 25 de septiembre;
- "Fiestas del Stmo. Cristo de los Remedios", el 4 de octubre;
- "La Chiquitía", el 1 de noviembre.